# Нотогипсилофодон
Нотогипсилофодон (лат. Notohypsilophodon) — род растительноядных динозавров из инфраотряда орнитопод позднемеловой эпохи Южной Америки. Типовой и единственный вид Notohypsilophodon comodorensis назван и описан Martínez в 1998 году. Родовое имя означает «южный гипсилофодон». Видовое имя названо в честь города Комодоро-Ривадавия. В этом городе Национальный Университет Патагонии «Сан-Хуан Боско» организовал два исследовательских проекта, в ходе которых были обнаружены остатки нотогипсилофодона.

## История исследования
Голотип UNPSJB-PV 942 обнаружен в слоях формации Баджо Барреал, датированных сеноманом — ранним туроном, 99,7—89,3 млн лет назад, провинция Чубут, центральная Патагония, Аргентина. Голотип включает частичный скелет, состоящий из 4 шейных, 7 спинных, 4 крестцовых и 6 хвостовых позвонков, фрагменты 4 рёбер, неполную левую лопатку, правый коракоид, правую плечевую кость, обе локтевые кости, неполную левую бедренную кость, правую большеберцовую кость, неполную левую большеберцовую, левую малоберцовую кость, неполную правую малоберцовую, правую таранную кость, левую пяточную кость и 13 фаланг пальцев стопы (включая три когтевые).
Остатки нотогипсилофодона, по всей видимости, принадлежат молодой особи. Вывод основывается на том, что невральные дуги и тела позвонков не слиты друг с другом, кроме того, на плечевой кости нет признаков скручивания между её концами.
Первоначально диагностировался по следующим признакам: плечевая кость без дельтопекторального гребня, на проксимальном конце большеберцовой кости антеромедиальное расширение, малоберцовая кость с узким сужением в голени, таранная кость с проксимальной стороны смещена на два уровня относительно малоберцовой, пяточная кость с выраженным заднедистальным выступом, когтевые фаланги стопы плоские с вентральной стороны.
После пересмотра нотогипсилофодона в 2014 году авторы пришли к выводу, что многие признаки динозавра, считавшиеся аутапоморфиями, являются на самом деле плезиоморфиями (выраженное сужение тела малоберцовой кости, таранная кость на проксимальной стороне смещена на два уровня) или широко распространены среди птицетазовых (значительно редуцирован дельтопекторальный гребень плечевой кости, когтевые фаланги задних конечностей плоские с вентральной стороны). По этой причине, а также из-за неполной сохранности, нотогипсилофодон исключался из филогенетических анализов.

## Описание
Нотогипсилофодона диагностируют по следующим признакам: переднемедиальный выступ на проксимальном конце большеберцовой кости, выраженный заднедистальный выступ пяточной кости, дистальный конец остистого отростка верхней дуги крестцового позвонка сильно выступает назад, грудные отростки коракоидов заметно редуцированы.
Динозавр был в длину около 1,3 м, а весил 6 кг.

## Филогения
К сожалению, остатки нотогипсилофодона не включают череп, который был бы очень важен для определения взаимоотношений с другими орнитоподами. Тем не менее, хорошая сохранность разнообразного посткраниального материала позволяет определить нотогипсилофодона в семейство гипсилофодонтид. Отмечается, что это первый представитель семейства, обнаруженный в Южной Америке.
В 2014 году положение орнитопода было пересмотрено. Поскольку гипсилофодонтиды — парафилетическая группа, нотогипсилофодон сейчас считается базальным орнитоподом, возможно более базальным, чем гаспаринизавра.

## Палеобиология
Имеются сведения о гастролитах нотогипсилофодона. На 2014 год известно два вида базальных орнитопод, у которых были найдены гастролиты — это гаспаринизавра и Haya. Во время извлечения остатков нотогипсилофодона в начале 1990-х годов, был собран неопределённый материал. На основе текстуры (гладкая), цвета (тусклый светло-коричневый), состава (кварц), формы (округлый), размера (8 мм) и сравнения с материалом других орнитопод, этот материал был предварительно определён, как гастролиты. Аналогично, применяя некоторые седиментологические критерии для идентификации гастролитов, можно сделать вывод о принадлежности последних нотогипсилофодону. Например, в зоне раскопок вокруг остатков нотогипсилофодона могли бы быть обнаружены ещё подобные камни, либо отдельно, либо в кластерах, тогда версию о гастролитах можно было бы отмести. Но ничего подобного обнаружено не было. Тем не менее, некоторые критерии для идентификации гастролитов не могут быть применены в этом случае. Например, камни были найдены не в брюшной области скелета, сам скелет не полный и не сочленённый, а гастролиты были собраны не общей массой. Возможно также, что нотогипсилофодон случайно проглотил камни вместе с едой, как это происходит у некоторых современных позвоночных. В целом, хотя свидетельства слабые, важно подчеркнуть, что нотогипсилофодон возможно разделял эту особенность с другими базальными орнитоподами (гаспаринизавра и Haya), и что присутствие гастролитов может говорить об специфическом поведении в ответ на определённый набор условий окружающей среды.